# Lista siturilor arheologice din județul Teleorman - R
Lista siturilor arheologice din județul Teleorman - R conține toate siturile arheologice din județul Teleorman înscrise în Repertoriul Arheologic Național (RAN) și aflate în localități al căror nume începe cu litera R. RAN este administrat de Ministerul Culturii și Patrimoniului Național și cuprinde date științifice, cartografice, topografice, imagini și planuri, precum și orice alte informații privitoare la zonele cu potențial arheologic, studiate sau nu, încă existente sau dispărute.
Puteți căuta un sit din localitățile care încep cu litera R folosind formularul de mai jos sau puteți naviga prin toate siturile din județ la Lista siturilor arheologice din județul Teleorman.
| Cod RAN                                 | Denumire | Localitate                 | Adresă              | Datare                    | Descoperit | Coordonate                                    | Imagine           | Erori            |
| --------------------------------------- | --- | -------------------------- | ------------------- | ------------------------- | ---------- | --------------------------------------------- | ----------------- | ---------------- |
| 151889.03.01 (Cod LMI: TR-I-s-A-14221)  | Castrul roman de la Roșiorii de Vede - "Urluiu" / ansamblu anonim (Categorie: locuire militară) (Tip: Castru)                                        | municipiul Roșiori de Vede | Urluiu              | romană sec. III           |            | 44°03′39″N 24°56′38″E / 44.06083°N 24.94389°E | Încărcați imagine | Raportați eroare |
| 151889.02.01 (Cod LMI: TR-I-s-B-14222)  | Cetatea medievală de la Roșiorii de Vede - "Cetatea cazacilor" / ansamblu Cetate de pământ (Categorie: locuire) (Tip: Cetate de pământ)              | municipiul Roșiori de Vede | Cetatea cazacilor   |                           |            | 44°04′35″N 25°00′11″E / 44.07639°N 25.00306°E | Încărcați imagine | Raportați eroare |
| 151870.01.01                            | Biserica "Sf. Nicolae" din Roșiori de Vede / ansamblu anonim (Categorie: structură de cult/religioasă) (Tip: Biserică)                               | municipiul Roșiori de Vede |                     | sec.XVIII                 |            |                                               | Încărcați imagine | Raportați eroare |
| 151870.01.02                            | Biserica "Sf. Nicolae" din Roșiori de Vede / ansamblu anonim (Categorie: structură de cult/religioasă) (Tip: necropola)                              | municipiul Roșiori de Vede |                     |                           |            |                                               | Încărcați imagine | Raportați eroare |
| 151889.05.01 (Cod LMI: TR-II-m-B-14422) | Biserica "Sf. Ioan" de la Roșiori de Vede / ansamblu anonim (Categorie: structură de cult/religioasă) (Tip: Biserică)                                | municipiul Roșiori de Vede | str. Eminescu Mihai | sec. al XVIII-lea         |            |                                               | Încărcați imagine | Raportați eroare |
| 151889.04.01 (Cod LMI: TR-II-m-B-14441) | Catedrala "Sf. Teodor Tiron" de la Roșiori de Vede / ansamblu Catedrala "Sf. Teodor Tiron" (Categorie: structură de cult/religioasă) (Tip: Biserică) | municipiul Roșiori de Vede | str. Sf. Teodor 114 | 1818                      |            |                                               | Încărcați imagine | Raportați eroare |
| 151889.06.01 (Cod LMI: TR-II-m-B-14424) | Turnul de apă din incinta Gării de Est / ansamblu Turn de apă (Categorie: construcție) (Tip: Turn de apă)                                            | municipiul Roșiori de Vede |                     | începutul sec. al XIX-lea |            |                                               | Încărcați imagine | Raportați eroare |